# Odobenocetops
Odobenocetops (em latim: "baleia com rosto de morsa") foi um cetáceo que viveu nos períodos Mioceno e Plioceno na costa oeste da América do Sul. Tinha duas presas e, em alguns fósseis, uma presa maior do que a outra.

## Descrição

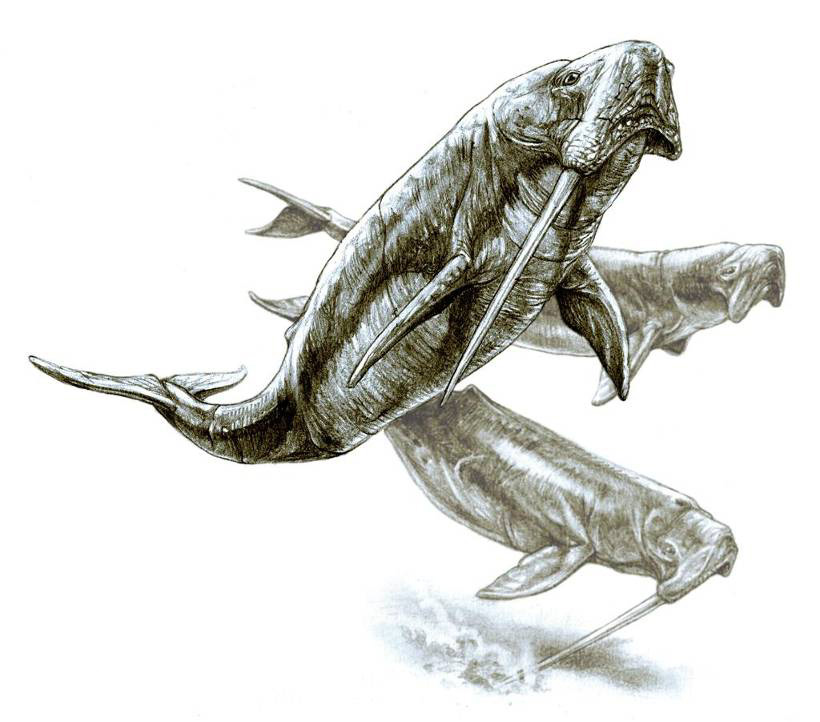
As presas dos odobenocetops

As especializações cranianas do Odobenocetops são únicas entre os cetáceos. Dentre elas podemos citar o desenvolvimento de grandes processos pré-maxilares que abrigam presas assimétricas (Semelhantes as atuais morsas), a migração para a frente das narinas, a reversão da típica telescopia de cetáceos do crânio, visão binocular dorsal e lábio superior inferido. A estrutura do crânio básico e a face indicam que pertence à subordem Odontoceti e à superfamília Delphinoidea.
Odobenocetops foi um dos primeiros membros da superfamília dos golfinhos, mais intimamente relacionado com narvais do que com golfinhos, porém com as presas viradas para trás. Ele media cerca de 2,1 m e pesava entre 150 e 650 kg. Suas articulações do pescoço indicam que ele era muito flexível, sendo capaz de virar a cabeça mais de 90 graus. Isso, juntamente com o seu focinho largo, semelhante ao de uma morsa, sugere que este animal foi um alimentador de fundo, buscando moluscos e sugando-os para fora de suas conchas com uma língua poderosa.